# Свети мученици Елпидије, Маркел и Евстохије
Свети мученици Елпидије, Маркел и Евстохије (4. век) су хришћански светитељи из Мале Азије. Православна црква их помиње  15. (28.) новембра.
Елпидије је био сенатор у време цара Јулијана Одступника. Као хришћанин он је изведен пред Јулијана на суд. Пошто је одбио да се одрекне хришћанства био је осуђен на мућење. Зајено са њим су мучени и хришћани Евстохије и Маркел. Сву тројицу су везали за дивље коње и бикове, да их ови растргну. По житију животиње су на необјашњив начин обиле да се крећу. Након тога су поново претучени и бачени у огањ, у коме су преминули. Тела ових светих мученика сахрањена су на гори Кармил. 
Након тога око шест хиљада незнабожаца, обратило се у хришћанство.